# فهرست داستان‌نویسان ایرانی
این فهرست نام‌های داستان‌نویسان (و رمان‌نویسان) ایرانی را در برمی‌گیرد و به دوران معاصر (دویست سال اخیر) می‌پردازد. برای داستان‌سرایان قدیمی‌تر ایرانی، به داستان‌سرایان ایرانی رجوع کنید. به هر نویسنده در بخش مربوط به زمان آغاز کارش اشاره شده‌است.

## قرن سیزدهم خورشیدی
- زین‌العابدین مراغه‌ای
- محمدعلی جمالزاده
- حسن بدیع

## قرن چهاردهم خورشیدی
- ابراهیم گلستان
- ابوتراب خسروی
- احمد غلامی
- احمد محمود
- اسلام کاظمیه
- اسماعیل فصیح
- امیرحسن چهلتن
- امین فقیری
- بزرگ علوی
- بهرام صادقی
- بهمن معتمدیان
- بیژن نجدی
- تقی مدرسی
- جعفر مدرس صادقی
- جلال آل احمد
- جمال میرصادقی
- جواد مجابی
- حسین آتش‌پرور
- حسین سناپور
- رسول پرویزی
- رضا براهنی
- زویا پیرزاد
- ژیلا تقی‌زاده
- سیامک گلشیری
- سید مهدی شجاعی
- سید مرتضی مصطفوی
- سیمین دانشور
- شمیم بهار
- شهرنوش پارسی‌پور
- شهریار مندنی‌پور
- مهدی مرعشی
- شهلا پروین روح
- صادق چوبک
- عباس زال زاده
- صادق هدایت
- علی خدایی
- علی اشرف درویشیان
- علی حسنی فرد
- علی محمد افغانی
- علی مؤذنی
- عمران صلاحی
- عزیز معتضدی
- غزاله علیزاده
- غلامحسین ساعدی
- فتح‌الله بی‌نیاز
- رضا خوش‌بین خوش‌نظر
- فرخنده آقایی
- فرخنده حاجی زاده
- فرزانه کرم پور
- فریبا منتظرظهور
- فرشته ساری
- کمال بهروزکیا
- کیومرث مسعودی
- محمد ایوبی
- محمد بهارلو
- محمد شریفی نعمت‌آباد
- محمد محمدعلی
- محمدرحیم اخوت
- محمدرضا پورجعفری
- محمدرضا صفدری
- محمود دولت‌آبادی
- محمدرضا تقوی فرد
- منصور کوشان
- کامشاد کوشان
- منصور یاقوتی
- منصوره شریف‌زاده
- منیرو روانی‌پور
- مهشید امیرشاهی
- میهن بهرامی
- نادر ابراهیمی
- ناهید طباطبایی
- ناصر تقوایی
- هوشنگ گلشیری
- اسماعیل وفا یغمایی
- محمّد فخرذاکری
- حامد بهمنی
- اعظم فرخزاد

## نویسندگان کودک و نوجوان
- نادر ابراهیمی
- احمدرضا احمدی
- احمد اکبرپور
- صمد بهرنگی
- شکوه قاسم‌نیا
- مصطفی رحماندوست
- محمود کیانوش
- محمدهادی محمدی
- هوشنگ مرادی کرمانی
- سیامک گلشیری
- محمدرضا تقوی فرد
- یحیی علوی فرد
- عباس یمینی‌شریف
- آتوسا صالحی
- کمال بهروزکیا
- مژگان کلهر
- محمد میر کیانی
- بهمن پگاه راد
- سوسن طاقدیس

## نویسندگان مهاجر یا تبعیدی
این فهرست شامل نویسندگانی است که به دلایل مختلف در خارج از ایران زندگی می‌کنند. برخی از آنان به میل خود و گروهی به دلایل سیاسی از کشور خارج شده‌اند. به این دسته دوم نویسندگان تبعیدی نیز گفته می‌شود. ضمن این که در سال‌های اخیر تلاش‌ها و نوشته‌های برخی از نویسندگان خارج از کشور باعث شد تا دسته‌بندی تازه‌ای در واژگان تاریخ ادبیات ایران اضافه شود که ادبیات مهاجرت نام دارد.
- فرج سرکوهی
- منصور کوشان
- کامشاد کوشان
- اسماعیل خوئی
- رضا براهنی
- بهرام مرادی
- رضا قاسمی
- ساسان قهرمان
- سودابه اشرفی
- شهرام رحیمیان
- شهرنوش پارسی‌پور
- رضا خوش‌بین خوش‌نظر
- عباس معروفی
- عدنان غریفی
- فریدون تنکابنی
- مهرنوش مزارعی
- مهشید امیرشاهی
- نسیم خاکسار
- مهدی مرعشی
- اسماعیل وفا یغمایی
- منظر حسینی

## وابسته
- فهرست نویسندگان داستان کوتاه ایرانی و فارسی